# 藤原継彦
藤原 継彦（ふじわら の つぐひこ）は、奈良時代後期から平安時代初期にかけての貴族。藤原京家、参議・藤原浜成の三男。官位は従三位・刑部卿。

## 経歴
宝亀11年（780年）従五位下に叙爵し、翌天応元年（781年）兵部少輔に任ぜられる。天応2年（782年）に発生した氷上川継の乱において、父・浜成と共に連座して解官となる。のち赦されて、桓武朝では、延暦8年（789年）主計頭、延暦18年（799年）左少弁・陰陽頭、延暦24年（805年）左中弁、延暦25年（806年）民部大輔を歴任する。
平城朝でも引き続き民部大輔を務め、大同3年（808年）には正五位下に叙せられている。
嵯峨朝に入り、大同5年（810年）正月に従四位下に叙せられ、同年9月に薬子の変が発生すると山城守に任ぜられている。その後、弘仁5年（814年）従四位上、弘仁11年（820年）正四位下と順調に昇進し、弘仁13年（822年）には従三位に昇叙され公卿に列した。またこの間、刑部卿を務めている。
天長5年（828年）2月26日薨去。享年80。

## 人物
生まれつき聡明鋭敏であり、見識を有しており度量もあった。天文や暦法にも精通していた。管楽器・弦楽器にも熟練しており、曲の演奏に誤りがあると、酒杯を重ねて酔っていても必ずあと振り返って正したという。

## 官歴
注記のないものは『六国史』による。
- 時期不詳：正六位上
- 宝亀11年（780年） 2月1日：従五位下
- 天応元年（781年） 5月25日：兵部少輔
- 天応2年（782年） 閏正月19日：解官
- 延暦8年（789年） 5月28日：主計頭
- 時期不詳：従五位上
- 延暦18年（799年） 2月2日：左少弁。日付不詳：陰陽頭。4月11日：兼上総介
- 時期不詳：讃岐守
- 延暦24年（805年） 10月4日：左中弁、讃岐守如元
- 延暦25年（806年） 2月16日：民部大輔。3月18日：御装束司（桓武天皇崩御）
- 大同3年（808年） 5月21日：治部大輔。5月28日：民部大輔。11月17日：正五位下
- 大同5年（810年） 正月7日：従四位下。9月10日：山城守
- 弘仁5年（814年） 2月21日：従四位上
- 時期不詳：刑部卿
- 弘仁11年（820年） 正月7日：正四位下
- 弘仁13年（822年） 11月1日：従三位
- 天長5年（828年） 2月26日：薨去

## 系譜
『尊卑分脈』による。
- 父：藤原浜成
- 母：多治比縣守の娘
- 妻：不詳
  - 男子：藤原広敏（?-837）
  - 男子：藤原清敏
  - 男子：藤原雄敏（?-848）
  - 六男：藤原貞敏（807-867）